# Mohamed Badache
Pour les articles homonymes, voir Badache.
Mohamed Badache est un footballeur international algérien né le 15 octobre 1976 à Hussein Dey. Il évoluait au poste d'attaquant.
Il compte 3 sélections en équipe nationale entre 2003 et 2004.

## Palmarès
- Vainqueur de la Coupe d'Algérie en 2006 et 2007 avec le MC Alger
- Vainqueur de la Supercoupe d'Algérie en 2006 et 2007 avec le MC Alger
- Vainqueur de la Ligue des Champions arabes en 2008 avec l'ES Sétif

## Statistiques
| Saison     | Club       | Championnat | Championnat | Championnat | Coupe nationale | Coupe nationale | Coupe de la Ligue | Coupe de la Ligue | Autres | Autres | Autres | Algérie | Algérie | Total  | Total |
| Saison     | Club       | Division    | Matchs      | Buts        | Matchs          | Buts            | Matchs            | Buts              | Type   | Matchs | Buts   | Matchs  | Buts    | Matchs | Buts  |
| ---------- | ---------- | ----------- | ----------- | ----------- | --------------- | --------------- | ----------------- | ----------------- | ------ | ------ | ------ | ------- | ------- | ------ | ----- |
| 1995-1996  | RC Arbaâ   | Division 2  | -           | -           | -               | -               | -                 | -                 | -      | -      | -      | -       | -       | -      | -     |
| 1996-1997  | RC Arbaâ   | Division 2  | -           | -           | -               | -               | -                 | -                 | -      | -      | -      | -       | -       | -      | -     |
| 1997-1998  | RC Arbaâ   | Division 2  | -           | -           | -               | -               | -                 | -                 | -      | -      | -      | -       | -       | -      | -     |
| 1998-1999  | RC Arbaâ   | Division 2  | -           | -           | -               | -               | -                 | -                 | -      | -      | -      | -       | -       | -      | -     |
| 1999-2000  | ES Sétif   | Division 1  | ?           | 1           | -               | -               | -                 | -                 | -      | -      | -      | -       | -       |        | -     |
| 2000-2001  | USM Blida  | Division 1  | 14          | 3           | 0               | 0               | 0                 | 0                 | -      | 0      | 0      | 0       | 0       | 14     | 3     |
| 2001-2002  | USM Blida  | Division 1  | 26          | 3           | 5               | 1               | 0                 | 0                 | -      | 0      | 0      | 0       | 0       | 31     | 4     |
| 2002-2003  | USM Blida  | Division 1  | 25          | 9           | 1               | 0               | 0                 | 0                 | -      | 0      | 0      | 0       | 0       | 26     | 9     |
| 2003-2004  | USM Blida  | Division 1  | 27          | 14          | 2               | 0               | 0                 | 0                 | UAFA   | 7      | 2      | 3       | 0       | 39     | 16    |
| 2004-2005  | USM Blida  | Division 1  | 18          | 1           | 4               | 0               | 0                 | 0                 | -      | 0      | 0      | 0       | 0       | 22     | 1     |
| 2005-2006  | MC Alger   | Division 1  | 21          | 9           | 4               | 0               | 0                 | 0                 | -      | -      | -      | -       | -       | 25     | 9     |
| 2006-2007  | MC Alger   | Division 1  | 17          | 3           | 4               | 0               | 0                 | 0                 | UAFA   | 1      | 0      | 0       | 0       | 21     | 3     |
| 2007       | MC Alger   | Division 1  | 11          | 3           | 0               | 0               | 0                 | 0                 | 0      | 0      | 0      | 0       | 0       | 11     | 3     |
| 2008       | ES Sétif   | Division 1  | 5           | 0           | 1               | 0               | -                 | -                 | -      | -      | -      | -       | -       | 6      | 0     |
| Sous-total | Sous-total | Sous-total  | 160         | 45          | 21              | 1               | 0                 | 0                 | -      | 7      | 2      | 3       | 0       | 191    | 48    |